# Австрийский биографический словарь
Австрийский биографический словарь. 1815—1950 («Österreichisches biographisches Lexikon. 1815—1950», ÖBL) — биографический словарь, посвящённый персоналиям, которые внесли вклад в историю Австрии. Издаётся Австрийской Академией наук. На 2015 год издано 13 полных томов в 62 выпусках, издание 14 тома не завершено — выпущено 4 выпуска. На 2009 год было издано 12 томов, общее число биографий превышало 17 000.
Словарь является переработкой и расширением другого словаря — «Биографический словарь Австрийской империи» К. Вурцбаха, охватывающего период 1750—1850 гг. и содержащего 24 254 биографий. Словарь Вурцбаха был опубликован в 1856—1891 гг. и состоит из 60 томов.
В онлайн версии в словарь включены биографии персоналий, умерших в период 1950—2005 гг.
С 2009 года статьи словаря проиндексированы биографическим порталом Biographical Portal.

## Опубликованные тома
- Том 1 (Aarau Friedrich — Gläser Franz), 1957 (репринтное издание — 1993). ISBN 3-7001-1327-7
- Том 2 (Glaessner Arthur — Hübl Harald H.), 1959 (репринтное издание — 1993). ISBN 3-7001-1328-5
- Том 3 (Hübl Heinrich — Knoller Richard), 1965 (репринтное издание — 1993). ISBN 3-7001-1329-3
- Том 4 (Knolz Joseph J. — Lange Wilhelm), 1969 (репринтное издание — 1993). ISBN 3-7001-2145-8
- Том 5 (Lange v. Burgenkron Emil — [Maier] Simon Martin), 1972 (репринтное издание — 1993). ISBN 3-7001-2146-6
- Том 6 ([Maier] Stefan — Musger August), 1975. ISBN 3-7001-1332-3
- Том 7 (Musić August — Petra-Petrescu Nicolae), 1978. ISBN 3-7001-2142-3
- Том 8 (Petračić Franjo — Ražun Matej), 1983. ISBN 3-7001-0615-7
- Том 9 (Rázus Martin — Savić Šarko), 1988. ISBN 3-7001-1483-4
- Том 10 (Saviňek Slavko — Schobert Ernst), 1994 (2. unveränderte Auflage 1999). ISBN 3-7001-2186-5
- Том 11 (Schoblik Friedrich — [Schwarz] Ludwig Franz), 1999. ISBN 3-7001-2803-7
- Том 12 ([Schwarz] Marie — Spannagel Rudolf), 2005. ISBN 3-7001-3580-7
- Том 13 (Spanner Anton Carl — Stulli Gioachino), 2010, ISBN 978-3-7001-6963-5
- Том 14 (Stulli Luca — Tůma Karel), 2015, ISBN 978-3-7001-7794-4
- Том 15 (Tumlirz Karl — Warchalowski August), 2018, ISBN 978-3-7001-8383-9
- К тому 16:
  - Выпуск 70 (Warchalowski Jakob — Wettel Franz Julius), 2019, ISBN 978-3-7001-8610-6